# ألفرد إدوارد سيمبسون
ألفرد إدوارد سيمبسون (بالإنجليزية: Alfred Edward Simpson)‏ هو مهندس معماري أسترالي، ولد في 29 يونيو 1868، وتوفي في 9 سبتمبر 1940.